# 党卫队全国领袖个人参谋部
党卫队全国领袖个人参谋部（德語：Hauptamt Persönlicher Stab Reichsführer-SS）是1933年由納粹德國党卫队全国领袖海因里希·希姆莱建立的部门，职责是协助党卫队全国领袖进行日常活动和处理下级事務。

## 历史
1933年-1942年党卫队全国领袖个人参谋部部长是卡尔·沃尔夫，卡尔·沃尔夫的任务是替海因里希·希姆莱安排日程表并充当海因里希·希姆莱和党卫队下级机构之间的联络人。
1942年时，卡尔·沃尔夫被调往前线，马克西米利安·冯·霍尔夫接替了他的职位，一直到1945年5月9日德国投降为止。

## 特殊的子部门
海因里希·希姆莱在党卫队全国领袖个人参谋部之下建立了一些特别的部门，如位于威维尔斯城堡的参谋部和祖先遗产学会，这些部门专门研究雅利安人的历史，他们通过各种实验和推理试图证明北欧人种曾经统治过世界。

## 在犹太人大屠杀中的角色
党卫队全国领袖个人参谋部第一任部长卡尔·沃尔夫被盟军逮捕后，宣称党卫队全国领袖个人参谋部几乎没有参与过犹太人大屠杀，他对此并不怎么知情，但是党卫队全国领袖海因里希·希姆莱的很多命令都是通过党卫队全国领袖个人参谋部下达的，卡尔·沃尔夫宣称自己不知情受到了广泛的怀疑。